# TLC: Tables, Ladders & Chairs (2011)
WWE TLC: Tables, Ladders & Chairs (2011) — третье в истории шоу TLC, PPV-шоу, производства американского рестлинг-промоушна WWE. Шоу прошло 18 декабря 2011 года на арене 1st Mariner Center в Балтимор, Мэриленд, США. Шоу представили бренды Raw и SmackDown!.

## Поединки
| Dark                              | Дрю Макинтайр победил Алекса Райли                                    | Одиночный поединок | 05:00 |
| 1                                 | Зак Райдер победил Дольфа Зигглера (с)                                | Одиночный поединок за титул чемпиона Соединённых Штатов                                                                                               | 10:22 |
| 2                                 | Эван Борн и Кофи Кингстон (с) победили Эпико и Примо (с Розой Мендес) | Командный поединок за титул командных чемпионов WWE                                                                                                   | 07:31 |
| 3                                 | Рэнди Ортон победил Уэйда Барретта                                    | Одиночный поединок со столами | 10:14 |
| 4                                 | Бет Феникс (с) победила Келли Келли                                   | Одиночный поединок за титул чемпионки Див | 05:13 |
| 5                                 | Triple H победил Кевина Нэша                                          | Одиночный поединок с лестницами. Над Рингом висела кувалда. После снятия кувалды, поединок можно было закончить только удержанием или болевым приемом | 18:13 |
| 6                                 | Шеймус победил Джека Сваггера                                         | Одиночный поединок | 05:55 |
| 7                                 | Биг Шоу победил Марка Генри (с)                                       | Одиночный поединок со стульями за титул чемпиона мира в тяжелом весе                                                                                  | 05:29 |
| 8                                 | Дэниел Брайан победил Биг Шоу (с)                                     | Одиночный поединок по контракту Money in the Bank за титул чемпиона мира в тяжелом весе                                                               | 00:08 |
| 9                                 | Коди Роудс (c) победил Букера Т                                       | Одиночный поединок за титул интерконтинентального чемпиона                                                                                            | 07:14 |
| 10                                | СМ Панк (с) победил Миза и Альберто Дель Рио                          | Поединок «Тройная угроза» со столами лестницами и стульями за титул чемпиона WWE                                                                      | 18:25 |
| (c) — Чемпион на момент поединка. |                                                                       | |       |

## Отзывы
Как и в прошлом и позапрошлом году, шоу оценили неоднозначно. Во версии Wrestling Observer Newsletter, шоу получило 2,25. Это выше чем у Ретлмании 27 и у «За пределом». Самую высокую оценку получил мейн-ивент — Тройная угроза со столами, лестницами и стульями, за титул чемпиона WWE — 4,25 из 5. Бой за титул США получил 3,5, бой со столами и командный поединок 3,25. Остальные поединки получили средние оценки, но бой с лестницами и за титул чемпионки Див 0,75, а бой за титул чемпиона мира в тяжелом весе вообще 0,25. Шоу занимает 17-е место в списке ППВ 2011 года по версии Wrestling Observer Newsletter, в котором помимо WWE есть ППВ от TNA, DGUSA и NJPW, и 9-е в списке ППВ от WWE. Мейн-ивент вошел в топ-10 по версии WON завершая список.